# Енбек (Кордайский район)
Енбек (каз. Еңбек) — село в Кордайском районе Жамбылской области Казахстана. Входит в состав Карасайского сельского округа. Находится примерно в 78 км к востоку от районного центра, села Кордай. Код КАТО — 314841200.

## Население
В 1999 году население села составляло 976 человек (472 мужчины и 504 женщины). По данным переписи 2009 года, в селе проживало 939 человек (445 мужчин и 494 женщины).